# Жорже Вагнер
Жо́рже Ва́гнер (порт. Jorge Wagner, полное имя — Жо́рже Ва́гнер Го́ес Консейса́н (порт. Jorge Wagner Góes Conceição); род. 17 ноября 1978, Салвадор) — бразильский футболист, полузащитник.
Победитель Кубка Либертадорес 2006 года в составе «Интернасьонала». Чемпион Бразилии 2007 и 2008 годов в составе «Сан-Паулу». Чемпион России 2004 года в составе московского «Локомотива».

## Биография
Начал карьеру в 2000 году в родном штате, в клубе «Баия», и уже через год получил приглашение от «Крузейро», где стал игроком основы. В 2003 году Вагнера вместе с Леандро приобрёл российский клуб «Локомотив» (Москва), но там обоим бразильским футболистам не удалось закрепиться, поскольку их в основном использовали не на привычных позициях. В первой половине года Вагнер был отдан в аренду в «Коринтианс», где провёл 18 матчей и забил 2 гола.
В 2004 году ему продолжали не доверять место в основе, выпустив флангового полузащитника лишь 4 раза в чемпионате России, в основном на позицию в центре. Впрочем, эти 4 матча позволили ему в итоге стать чемпионом России.
В 2005 году Жорже Вагнер был отдан в аренду в «Интернасьонал», где заработал себе высокую репутацию и числился даже среди кандидатов в сборную Бразилии. По итогам чемпионата «Интер» занял второе место, причём чемпионского титула команда не смогла завоевать лишь из-за судейского скандала и последовавших за ним переигровок.
В первой половине 2006 года Вагнер оставался игроком «Локомотива», будучи в аренде в «Интере». Российский клуб мог по контракту призвать футболиста в свои ряды, но ходатайство руководителей «Интера» помогло остаться лучшему правому латералю Бразилии в рядах «Колорадос», и в итоге команда выиграла впервые в своей истории Кубок Либертадорес. Сразу после этого контракт Жорже Вагнера с «Локомотивом» истёк, и на правах свободного агента он перешёл в испанский «Реал Бетис». Там он провёл 10 матчей первого круга чемпионата Испании (то есть, больше половины) и в начале 2007 года согласился на предложение о переходе в «Сан-Паулу», ставивший куда бо́льшие цели, чем команда, борющаяся за выживание в чемпионате Испании. В итоге, вместе со своим бывшим одноклубником по «Локомотиву» Леандро, Жорже Вагнер в 2007 году стал чемпионом Бразилии. В 2008 году Жорже Вагнер заключил трёхлетний контракт с «Сан-Паулу» до конца 2010 года.
В январе 2017 года, после двухлетнего перерыва, возобновил карьеру в клубе «Флуминенсе». В чемпионате штата Баия дебютировал 4 февраля в матче против «Галисии».

## Достижения

### Командные
- Чемпион Бразилии (2): 2007, 2008
  - Вице-чемпион Бразилии (1): 2005
- Чемпион России (1): 2004
- Чемпион Японии (1): 2011
- Чемпион штата Риу-Гранди-ду-Сул (1): 2005
- Чемпион штата Минас-Жерайс (1): 2002
- Обладатель Кубка Содружества (1): 2005
- Победитель Кубка Либертадорес (1): 2006

### Персональные
- Лучший левый фланговый полузащитник (латераль) чемпионата Бразилии 2005 года.

## Статистика
| Сезон   | Команда              | Кол-во Игр | Кол-во Голов |
| ------- | -------------------- | ---------- | ------------ |
| 2001    | «Баия»               | 23         | 7            |
| 2002    | «Крузейро»           | 33         | 4            |
| 2003    | «Локомотив» (Москва) | 5          | 0            |
| 2003    | «Коринтианс»         | 18         | 2            |
| 2004    | «Локомотив» (Москва) | 4          | 0            |
| 2005    | «Интернасьонал»      | 13         | 4            |
| 2006    | «Интернасьонал»      | 9          | 2            |
| 2006/07 | «Реал Бетис»         | 10         | 0            |
| 2007    | «Сан-Паулу»          | 34         | 4            |
| 2008    | «Сан-Паулу»          | 36         | 2            |